# Titularbistum Heraclea Pontica
Heraclea Pontica (ital.: Eraclea Pontica) ist ein Titularbistum der römisch-katholischen Kirche.
Die in Kleinasien gelegene und als griechische Kolonie gegründete Stadt Herakleia Pontike war in der Spätantike ein Bischofssitz, für den seit der im Jahr 867 stattfindenden Synode zu Konstantinopel kein katholischer Bischof mehr nachgewiesen werden kann und der spätestens infolge des Morgenländischen Schismas unterging. Die in der Römischen Provinz Honorias gelegene Diözese war kirchenrechtlich ein Suffraganbistum, das zur Kirchenprovinz Claudiopolis gehörte und dem dortigen Metropoliten unterstand. Einer der bekannteren Bischöfe war der gegen Ende des 4. Jahrhunderts amtierende Eusebius von Heraclea.
Heute heißt die Stadt Bender Ereğli oder Karadeniz Ereğli und liegt in der Türkei.
| Titularbischöfe von Heraclea Pontica |                           | |                    |                  |
| Nr.                                  | Name                      | Amt | von                | bis              |
| 1                                    | Bernardine Baccinelli OCD | Apostolischer Pro-Vikar von Quilon / Apostolischer Koadjutorvikar von Verapoly / Apostolischer Vikar von Verapoly (Indien) | 26. Januar 1847    | 24. Mai 1859     |
| 2                                    | Stjepan Bauerlein         | Weihbischof in Sirmio (Kroatien)                                                                                           | 27. Mai 1951       | 12. Oktober 1959 |
| 3                                    | Edward John Harper CSsR   | Prälat von Virgin Islands (USA)                                                                                            | 23. Juli 1960      | 20. April 1977   |
| 4                                    | Helmut Krätzl             | Weihbischof in Wien (Österreich)                                                                                           | 30. September 1977 | 2. Mai 2023      |